# Рудня-Іллінецька
Рудня-Іллінецька — колишнє село в Україні, яке було виселено через наслідки аварії на ЧАЕС.
Знаходиться в Іванківському районі Київської області. До аварії входило до складу Чорнобильського району. Розташоване на річці Ілля. 
На межі 1970-80-х рр. у селі проживало близько 230 мешканців. 
У радянський час підпорядковувалося Іллінецькій сільській раді Чорнобильського району.
Напередодні аварії на ЧАЕС у селі мешкало 114 мешканці, було 61 дворів. Мешканці села після аварії на ЧАЕС були відселені у села Вознесенське, Любомирівка та Стара Оржиця. Виселене внаслідок сильного радіоактивного забруднення.
Після аварії тут залишились проживати декілька осіб (2007 р. мешкало 12 осіб). Умовно село підпорядковується Горностайпільській сільській раді. Офіційно зняте з обліку 1999 року за відсутністю жителів.
Після Чорнобильської катастрофи село увійшло до 30-кілометрової зони відчуження.
В селі добували болотну руду, про що свідчить назва села.
Частина села згоріла під час лісових пожеж у 1992 році.
З кінця лютого до 1 квітня 2022 року село було окуповане російськими військами.

## Уродженці
- Рабчевський Петро Іванович (* 1959) — український тракторист, заслужений працівник сільського господарства України.